# Nowe Jaśniewicze
Nowe Jaśniewicze (biał. Новыя Ясневічы; ros. Новые Ясневичи; hist. (przed 1930 rokiem) Jasieniewicze Nowe) – chutor na Białorusi, w rejonie postawskim obwodu witebskiego, około 21 km na południowy wschód od Postaw.

## Historia
Według Słownika geograficznego Królestwa Polskiego majątek Jasieniewicze był atynencją Duniłowicz i był niegdyś własnością Elżbiety z Isajkowskich Krzysztofowej Rudominowej (~1640–?), później (secundo voto) żony Krzysztofa Białłozora (?–1687), chorążego wielkiego litewskiego (wskazują na to również ich życiorysy: odnowili kościół w Duniłowiczach i ufundowali tamże drugi kościół i klasztor dominikanów), a później był własnością rodziny Janiszewskich, natomiast według Romana Aftanazego majątek Jasieniewicze był od najstarszych zapisów do 1924 roku własnością rodziny Piotrowin-Janiszewskich herbu Junosza. Majątek ten był powiększany m.in. przez króla Zygmunta Augusta, który nadał Janiszewskim sąsiednie Duniłowicze, a na początku XIX wieku został powiększony o niedalekie Kraśniany. W połowie XIX wieku właścicielem Jasieniewicz był Terencjusz Janiszewski, a Kraśnian – jego brat Oktawian. Po bezdzietnej śmierci Terencjusza Jasieniewicze odziedziczył syn Oktawiana, Wiktor, który sprzedał majątek około 1924 roku niejakiemu Nielipowiczowi.
W wyniku reformy administracyjnej w latach 1565–1566 Jasieniewicze weszły w skład powiatu oszmiańskiego województwa wileńskiego Rzeczypospolitej. Po II rozbiorze Polski w 1793 roku miejscowość znalazła się na terenie powiatu oszmiańskiego (ujezdu) guberni wileńskiej. Po wojnie polsko-bolszewickiej Nowe i Stare Jasieniewicze wróciły do Polski, należały do gminy Duniłowicze. Początkowo gmina ta należała do powiatu wilejskiego. 7 listopada 1920 roku została przyłączona do nowo utworzonego powiatu duniłowickiego pod Zarządem Terenów Przyfrontowych i Etapowych. 19 lutego 1921 roku wraz z całym powiatem weszła w skład nowo utworzonego województwa nowogródzkiego. 13 kwietnia 1922 roku gmina wraz z całym powiatem duniłowickim została przyłączona do objętej władzą polską Ziemi Wileńskiej, przekształconej 20 stycznia 1926 roku w województwo wileńskie. 1 stycznia 1926 roku nazwę powiatu duniłowickiego zmieniono  na powiat postawski. Od 1945 roku – w ZSRR, od 1991 roku – na terenie Republiki Białorusi.
W 1866 roku w majątku mieszkało 31 osób. W 1931 roku w majątku Nowe Jaśniewicze mieszkały 43 osóby (w Starych Jaśniewiczach 62 osoby), w 2009 roku w wiosce Nowe Jaśniewicze – 108 osób, wieś Stare Jaśniewicze już nie istnieje.
W 1938 roku majątek należał do gromady Oleszyno gminy Duniłowicze.

## Nieistniejący dwór

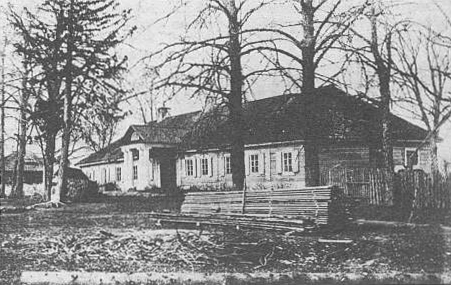
Dwór Janiszewskich około 1914 roku

Na przełomie XVIII i XIX wieku zbudowano tutaj bardzo duży dwór. Był to budynek drewniany, parterowy, wzniesiony na planie długiego prostokąta, kryty wysokim, gładkim, czterospadowym dachem gontowym. Główne wejście było przez ganek, którego dwie pary murowanych kolumn wspierały trójkątny szczyt z półokrągłym oknem. Wnętrze domu było dwutraktowe z amfiladowym rozplanowaniem pomieszczeń.
W pobliżu lewego skrzydła dworu stał świron o bardzo ciekawej architekturze: był trzykondygnacyjny (piwnica, parter i pięterko), miał podstawę kwadratową i był przykryty czterospadowym dachem. Dookoła był opleciony galeryjką i był otoczony murkiem z kamieni.

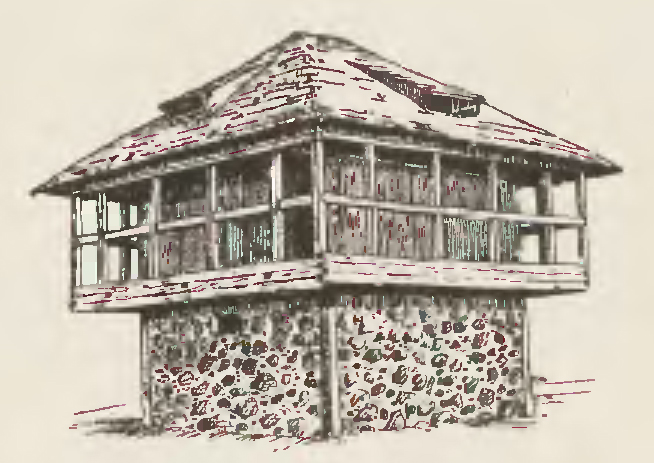
Lamus

Z Duniłowicz prowadziła do dworu stara aleja kasztanowa. U jej początku stała stara, prawdopodobnie XVII-wieczna kaplica parafii duniłowickiej. Przed domem rozciągał się duży gazon, za domem był sad owocowy ograniczony z trzech stron alejami lipowymi. Inny szpaler lip otaczał ogród dworski i zabudowania gospodarcze. Jeden z budynków zachował się do dziś i jest wykorzystywany jako internat należący do wybudowanego tuż obok nowoczesnego kompleksu „Государственное учреждение социального обслуживания "Дуниловичский психоневрологический дом-интернат для престарелых и инвалидов"” (psychoneurologiczny dom-internat dla osób starszych i niepełnosprawnych).

Majątek Jasieniewicze został opisany w 4. tomie Dziejów rezydencji na dawnych kresach Rzeczypospolitej Romana Aftanazego.